# Busskonflikten i Sverige 1999
Busskonflikten i Sverige 1999 var en arbetskonflikt mellan Svenska kommunalarbetareförbundet och Bussarbetsgivarna som varade den 25 februari–9 mars 1999. Kommunal varslade alla privata bussföretag i strejk från den 25 februari i första hand för oregelbundna arbetstider. I stort sett hela Sveriges bussar stod stilla under tretton dagar. Alla kommunalanslutna busschaufförer i privata bussföretag, 16 000 medlemmar, var uttagna i strejk. Kommunala bussbolag körde dock som vanligt. På kvällen den 9 mars avblåstes strejken sedan parterna enats om 6 procents löneökning och fler tillåtna pauser. Det var den största busstrejk som någonsin ägt rum i Sverige.